# Apocinum
Apocinum (kendir, lat. Apocynum), manji biljni rod iz porodice zimzelenovki kojem danas pripada pet priznatih vrsta. Raširene su poglavito po Sjevernoj Americi gdje je rod poznat i kao indijska konoplja, isto kao i vrste roda Cannabis, ali ne zbog opijata koji se dobiva iz cannabisa, nego zbog vlakana koji se dobivaju iz konoplje.
Vrste roda Poacynum uključene su također u Apocynum.
Apocinumi su zeljaste biljke koje sadrže srčani glikozid cimarin, a cijela biljka je otrovna i može izazvati srčani zastoj ako se proguta. Njezino ime znači 'otrovna za pse'.

## Vrste
1. Apocynum androsaemifolium L.
2. Apocynum cannabinum L.
3. Apocynum × floribundum Greene
4. Apocynum pictum Schrenk
5. Apocynum venetum L.

### Sinonimi
Neke vrste više se ne ukjljučuju u rod apocinum, nego su klasificirane u druge rodove: Parsonsia, Poacynum, Pentalinon, Forsteronia, Eustegia, Rhabdadenia, Echites, Anechites, Cryptolepis, Barjonia, Laubertia, Strophanthus, Secamone, Ichnocarpus i Gymnema.